# Heiligkreuzkirche (Chur)

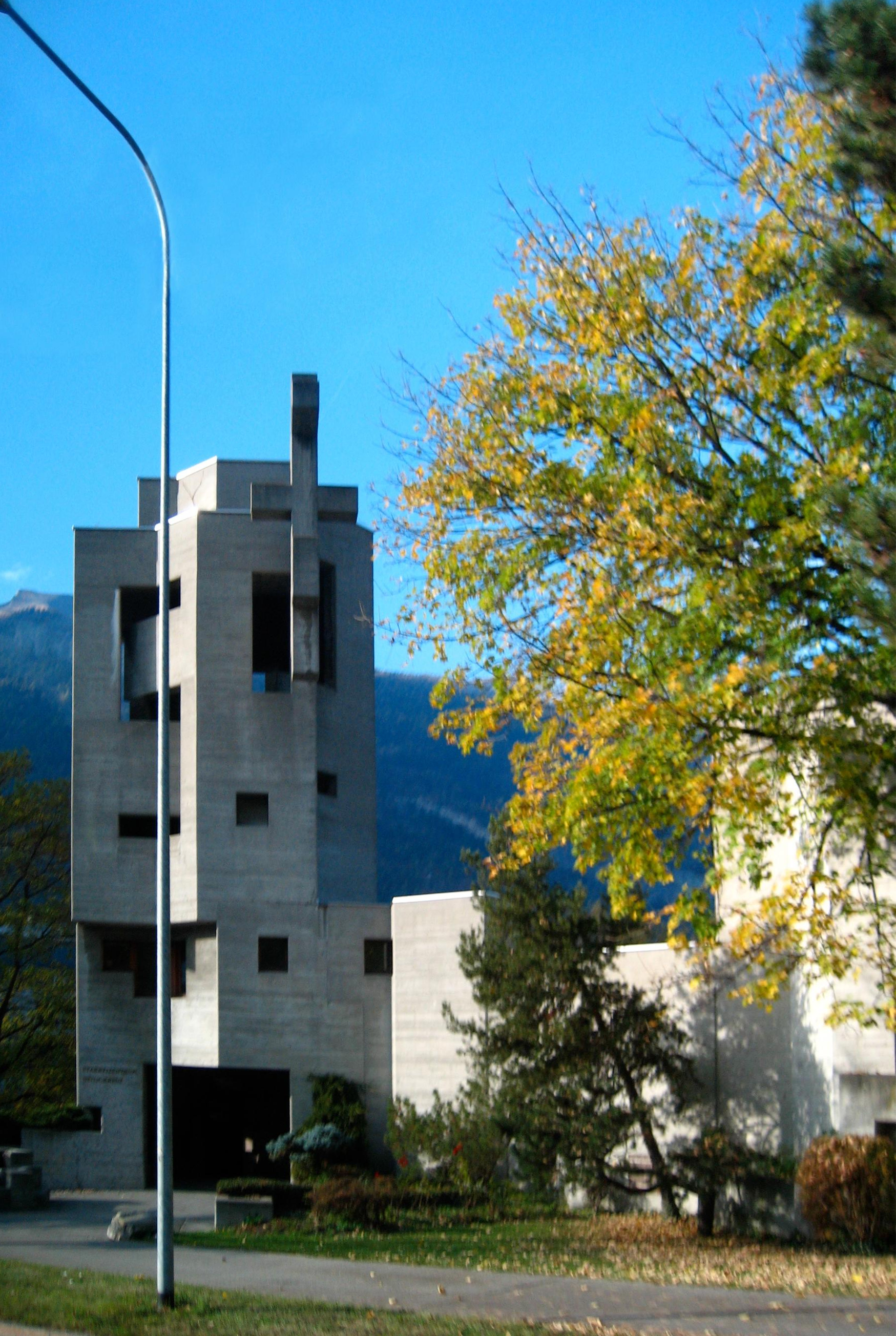
Die Heiligkreuzkirche in Chur

Die Heiligkreuzkirche ist nach der Kathedrale St. Maria Himmelfahrt, der St. Luziuskirche und der Erlöserkirche das jüngste der vier römisch-katholischen Gotteshäuser im Bündner Hauptort Chur. Sie liegt im Quartier Masans in der Masanserstrasse 161.

## Geschichte
Die Kirche wurde 1967–1969 vom Architekten Walter Maria Förderer als markantes Gebäude in durchgehender Sichtbetonkonstruktion erbaut.

## Ausstattung
Das dunkel gehaltene Kircheninnere ist halbkreisförmig um einen hölzernen Volksaltar mit asymmetrischen Formen herum konzipiert. Der Halbkreis ist bei Verzicht auf jedwede Rundungen verwinkelt angelegt und von 12 Nischen an der Südwand und 14 an der Ostwand durchsetzt.
Der polygonale Turm schliesst im Südwesten an das Gebäude an. In seiner Glockenstube hängen vier Glocken: die Dreifaltigkeits-Glocke (Ton: des'), die Kreuz-Glocke (Ton: es'), die Friedens-Glocke (Ton:  f') und die Marien-Glocke (Ton: as'). Gegossen wurden alle vier Glocken von der Glockengiesserei Eschmann in Rickenbach TG.

### Orgel
Die Orgel wurde 1974 von Orgelbau Th. Kuhn AG erbaut. Das Schleifladen-Instrument hat 26 Register auf zwei Manualwerken und Pedal. Die Spieltrakturen sind  mechanisch, die Registertrakturen sind elektrisch.
| I Hauptwerk C–g3 |                 |       |
| 1.               | Pommer          | 16′   |
| 2.               | Principal       | 8′    |
| 3.               | Rohrflöte       | 8′    |
| 4.               | Octave          | 4′    |
| 5.               | Spitzflöte      | 4′    |
| 6.               | Sesquialtera II | 2 ⁄3′ |
| 7.               | Superoctave     | 2′    |
| 8.               | Mixur IV        | 1 ⁄3′ |
| 9.               | Trompete        | 8′    |

| II Schwellwerk C–g3 |             |       |
| 10.                 | Gedackt     | 8′    |
| 11.                 | Salicet     | 8′    |
| 12.                 | Unda maris  | 8′    |
| 13.                 | Principal   | 4′    |
| 14.                 | Koppelflöte | 4′    |
| 15.                 | Schwegel    | 2′    |
| 16.                 | Quinte      | 1 ⁄3′ |
| 17.                 | Scharf IV   | 1′    |
| 18.                 | Krummhorn   | 8′    |
|                     | Tremulant   |       |

| Pedal C–f1 |               |       |
| 19.        | Principalbass | 16′   |
| 20.        | Subbass       | 16′   |
| 21.        | Octavbass     | 8′    |
| 22.        | Gemshorn      | 8′    |
| 23.        | Octave        | 4′    |
| 24.        | Mixtur IV     | 2 ⁄3′ |
| 25.        | Posaune       | 16′   |
| 26.        | Zinke         | 8′    |

- Koppeln: II/I, I/P, II/P.

## Auszeichnungen
- 2019: im Rahmen der Kampagne «52 beste Bauten – Baukultur Graubünden 1950–2000» erkor der Bündner Heimatschutz die von Walter Maria Förderer 1969 entworfene Heiligkreuzkirche in Chur als eines der besten Bündner Bauwerke[2]